# Mochos
Els mochós són un poble indígena de Mèxic que viu als municipis de Motozintla i Tuzantán, a l'estat de Chiapas, no gaire lluny de la frontera amb Guatemala. De fet, aquest municipi va pertànyer a Guatemala fins al 1894.
Viuen del conreu de blat de moro, cafè i el cacau. La seva llengua originària, el mocho', pertany al grup de les llengües maies i és una llengua amenaçada, ja que ha passat de 235 parlants en 1991 a 106 en 2010, tots ells majors de 50 anys i bilingües amb l'espanyol.